# Подзь
Подзь — посёлок Койгородского района Республики Коми. Численность населения — 749 человек (2023).

## История
Посёлок Подзь расположен на левом берегу Сысолы. Подзь, названный в песне композитора М. Новосёлова «посёлком у дороги», появился в 1953—1954 годах. Как утверждают старожилы посёлка, именно тогда на баржах стали привозить щиты для строительства первых домов. Появилась первая улица — «Набережная» Но данные исторических справочников утверждают, что посёлок был образован в 30-40 года. Первыми жителями, сделавшими первые шаги в строительстве и заселении посёлка, стали семьи Майер Е. Е., Осиповой Э. А. В 1966 году Подзь стал центром сельсовета. Его первым председателем был Болотов Герман Михайлович. За 35 лет сменилось 12 председателей.
Подзьский лесопункт был основан в 1954 году, как лесопункт Ужгинского ЛПХ. Самостоятельный Палаузский ЛПХ был основан в 1958 году. Первым директором ЛПХ работал Данщиков М. И.